# Accipiter madagascariensis
Gavião-malgaxe ou gavião-de-madagáscar (Accipiter madagascariensis) é uma espécie de ave de rapina da família Accipitridae.
É endémica de Madagáscar.
Os seus habitats naturais são: florestas secas tropicais ou subtropicais, florestas subtropicais ou tropicais húmidas de baixa altitude, regiões subtropicais ou tropicais húmidas de alta altitude, savanas áridas e matagal árido tropical ou subtropical.
Está ameaçada por perda de habitat.